# Orizaba Athletic Club

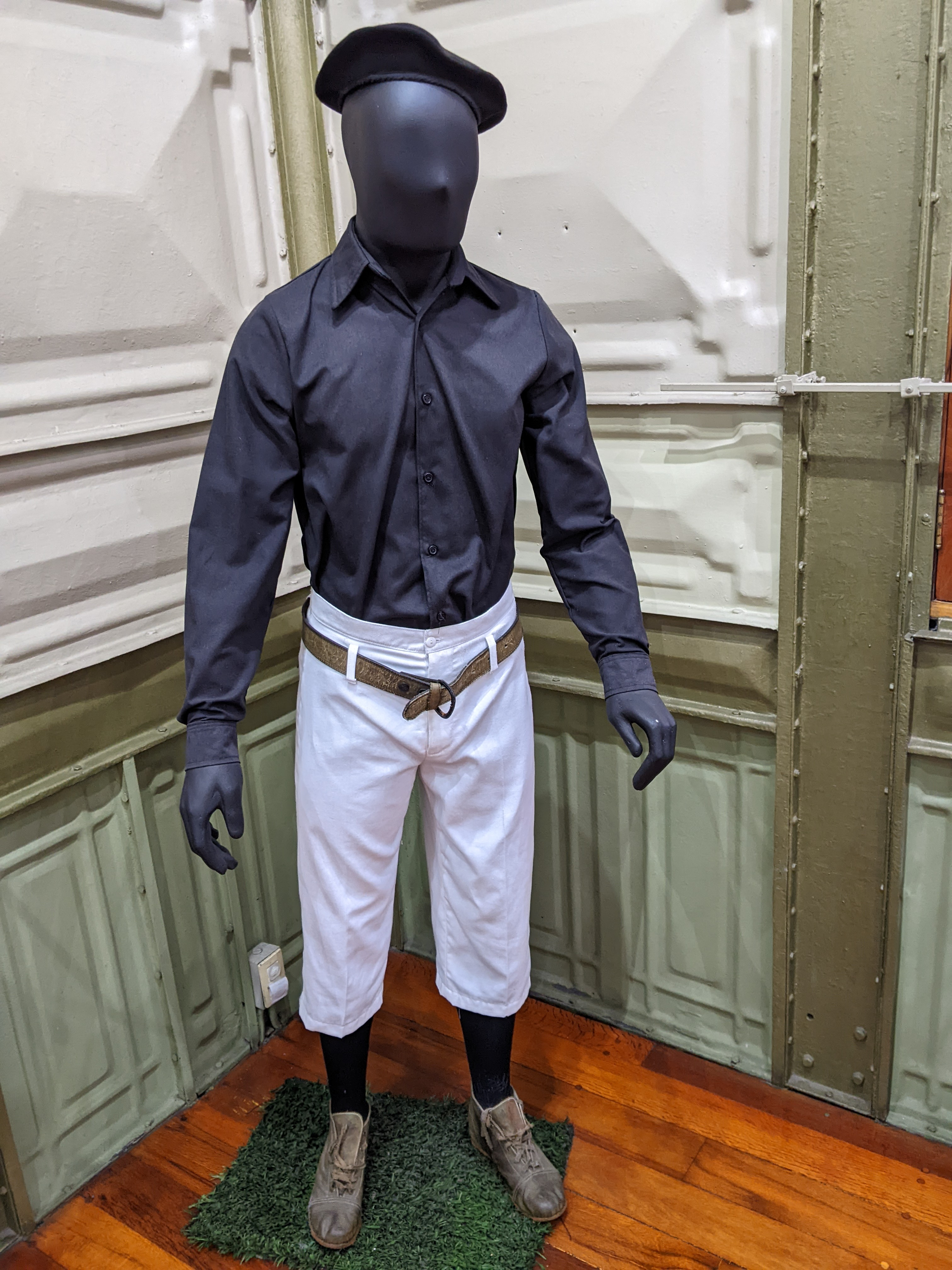
Spielbekleidung des Orizaba AC, wie sie im Museo de Futbol in Orizaba zu sehen ist.

Orizaba Athletic Club war ein mexikanischer Sportverein mit Sitz in der Stadt Orizaba im Bundesstaat Veracruz, dessen Fußballmannschaft als erster Fußballmeister von Mexiko in die mexikanische Fußballgeschichte einging.

## Geschichte

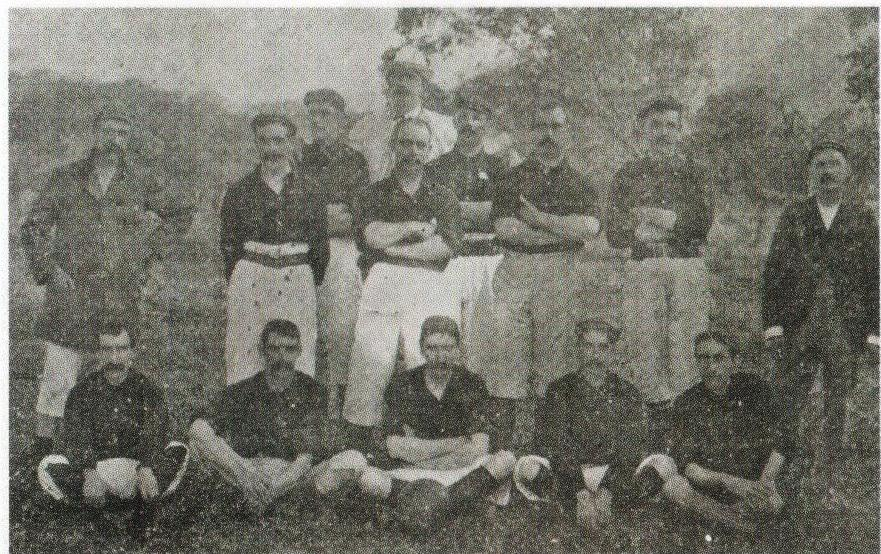
Die Meistermannschaft des Orizaba AC (ganz links sitzt der Vereinsgründer Duncan Macomish)

1898 wurde von britischen Technikern ein Verein namens Orizaba Athletic Club gegründet. Die Fußballabteilung entstand 1901 unter der Leitung des Schotten Duncan Macomish. Folglich gehörte der Verein, der als einer der Fußballpioniere in Mexiko gilt, auch zu den Gründungsmitgliedern der 1902/03 eingeführten Meisterschaft auf Amateurbasis von Mexiko. Erster Meister wurde die Mannschaft des Orizaba AC, die seinerzeit auch unter dem Spitznamen „Fibras Duras“ (deutsch Hartfasern) bekannt war, weil sie ihre Wurzeln in der Jute-Fabrik „Santa Gertrudis“ hatte. Die Meistermannschaft bestand aus folgenden Spielern: 

Duncan Macomish (Torwart und Trainer) – Joseph Low, Thomas Hanghey – I. Hattirton, David Donajk, Byron Kennell – Aloysious Stinghell, Thomas Packtinson, Leonard Hardavaker, Stephen Lackge, John Hogg. Ersatzspieler: Thomas Hogg, Peter Low.
Die in der Saison 1902/03 ungeschlagene Meistermannschaft, die alle Begegnungen mit Heimrecht in Orizaba austragen durfte und nur beim 2:2 gegen den späteren Serienmeister Reforma Athletic Club aus der Hauptstadt einen Punkt abgeben musste, hatte ihre vorherige Dominanz bereits in der Saison 1903/04 verloren und belegte in der Endabrechnung den vorletzten Tabellenplatz: von ihren vier Heimspielen wurde nur die Begegnung gegen den Tabellenletzten Pachuca Athletic Club mit 1:0 gewonnen, während die anderen 3 Spiele verloren wurden, ohne dass Orizaba in diesen einen einzigen Treffer erzielte. Die höchste Niederlage war ein 0:5 am 27. Dezember 1903 gegen Reforma.
Einer Information zufolge waren es aufkommende interne Querelen, anderen Berichten zufolge die berufsbedingte Abwanderung von Leistungsträgern aus Orizaba, die zur Schwächung des Vereins führten, der sich bereits nach der zweiten Spielzeit aus der Primera Fuerza zurückzog und bald darauf aufgelöst wurde.
Die erst aus dem 1958 gegründeten Orizaba FC hervorgegangene Mannschaft der Albinegros de Orizaba berief sich auf die Tradition des Orizaba Athletic Club und nahm dessen Gründungsjahr 1898 in ihr Logo auf.